# Crisicoccus acaciae
Crisicoccus acaciae är en insektsart som beskrevs av Williams 1985. Crisicoccus acaciae ingår i släktet Crisicoccus och familjen ullsköldlöss. Inga underarter finns listade i Catalogue of Life.